# Ziemia Północna
Ziemia Północna (ros. Северная Земля, trb. Siewiernaja Ziemla) – archipelag w Azji, na Oceanie Arktycznym, na północ od półwyspu Tajmyr. Ziemia Północna należy do Rosji, administracyjnie stanowi część Kraju Krasnojarskiego.

## Geografia
Ziemia Północna oddziela Morze Karskie od Morza Łaptiewów. Geologicznie stanowi ona przedłużenie półwyspu Tajmyr. Na wyspach panuje klimat polarny, występują rozległe lodowce. Roślinność stanowią nieliczne mchy i porosty. Świat zwierząt reprezentują lisy polarne, białe niedźwiedzie, lemingi i renifery.
Łączna powierzchnia wysp to 37,0 tys. km².

## Historia
Ziemia Północna była ostatnim odkrytym na Ziemi archipelagiem. Odkrył ją Boris Wilkicki w 1913, który sądził, że jest to pojedyncza wyspa. Nadał jej nazwę „Ziemi Mikołaja II”; wyspa nosząca dziś nazwę Mały Tajmyr została nazwana wtedy „Wyspą Carewicza Aleksego”. Nazwy te zmieniono w 1926 roku, po dojściu bolszewików do władzy. Loty sterowca Graf Zeppelin nad Arktyką w 1931 uściśliły, że są to co najmniej dwie wyspy. Obecnie wiadomo, że w skład Ziemi Północnej wchodzą cztery główne wyspy (o nazwach kojarzących się z komunizmem): 
- Wyspa Rewolucji Październikowej (14 204 km²)
- Bolszewik (11 206 km²)
- Komsomolec (8812 km²)
- Pionier (1527 km²)

oraz kilkanaście mniejszych, wśród których największe to 
- Wyspa Szmidta (467 km²)
- Mały Tajmyr (232 km²).